# Achrosis viridapex
Sabaria viridapex là một loài bướm đêm trong họ Geometridae.